# Jiujiang
|  | Jiujiang kan henvise til andre steder |
Jiujiang (kinesisk skrift: 九江; pinyin: Jiǔjiāng) er en  by på præfekturniveau i provinsen Jiangxi i det centrale Kina. Præfekturet har et areal på 18.823 km2, og befolkningen anslås (2007) til 4.800.000 indbyggere. 

## Administrative enheder
Jiujiang består af to bydistrikter, ni amter og et byamt:
- Bydistriktet Xunyang (浔阳区), 50 km², 280.000 indbyggere, regeringssæde;
- Bydistriktet Lushan (庐山区), 548 km², 260.000 indbyggere;
- Amtet Jiujiang (九江县), 911 km², 340.000 indbyggere;
- Amtet Wuning (武宁县), 3.507 km², 350.000 indbyggere;
- Amtet Xiushui (修水县), 4.504 km², 760.000 indbyggere;
- Amtet Yongxiu (永修县), 2.035 km², 360.000 indbyggere;
- Amtet De'an (德安县), 927 km², 220.000 indbyggere;
- Amtet Xingzi (星子县), 719 km², 230.000 indbyggere;
- Amtet Duchang (都昌县), 1.988 km², 720.000 indbyggere;
- Amtet Hukou (湖口县), 669 km², 270.000 indbyggere;
- Amtet Pengze (彭泽县), 1.542 km², 340.000 indbyggere;
- Byamtet Ruichang (瑞昌市), 1.423 km², 430.000 indbyggere.

## Trafik
Jernbanelinjen Jingjiubanen har station her på sin rute fra Beijing til Kowloon i Hongkong. Denne passerer blandt andet Hengshui, Heze, Shangqiu, Xinzhou (ved Wuhan), Nanchang, Heyuan, Huizhou og Shenzhen.
Kinas rigsvej 105 løber gennem fylket. Den begynder i Beijing, går mod syd  og ender ved kysten i Zhuhai i provinsen Guangdong. Den passerer  større byer som Tianjin, Dezhou, Jining, Shangqiu, Nanchang og Guangzhou.
29°44′17″N 115°59′14″Ø / 29.73806°N 115.98722°Ø